# Kożuchów

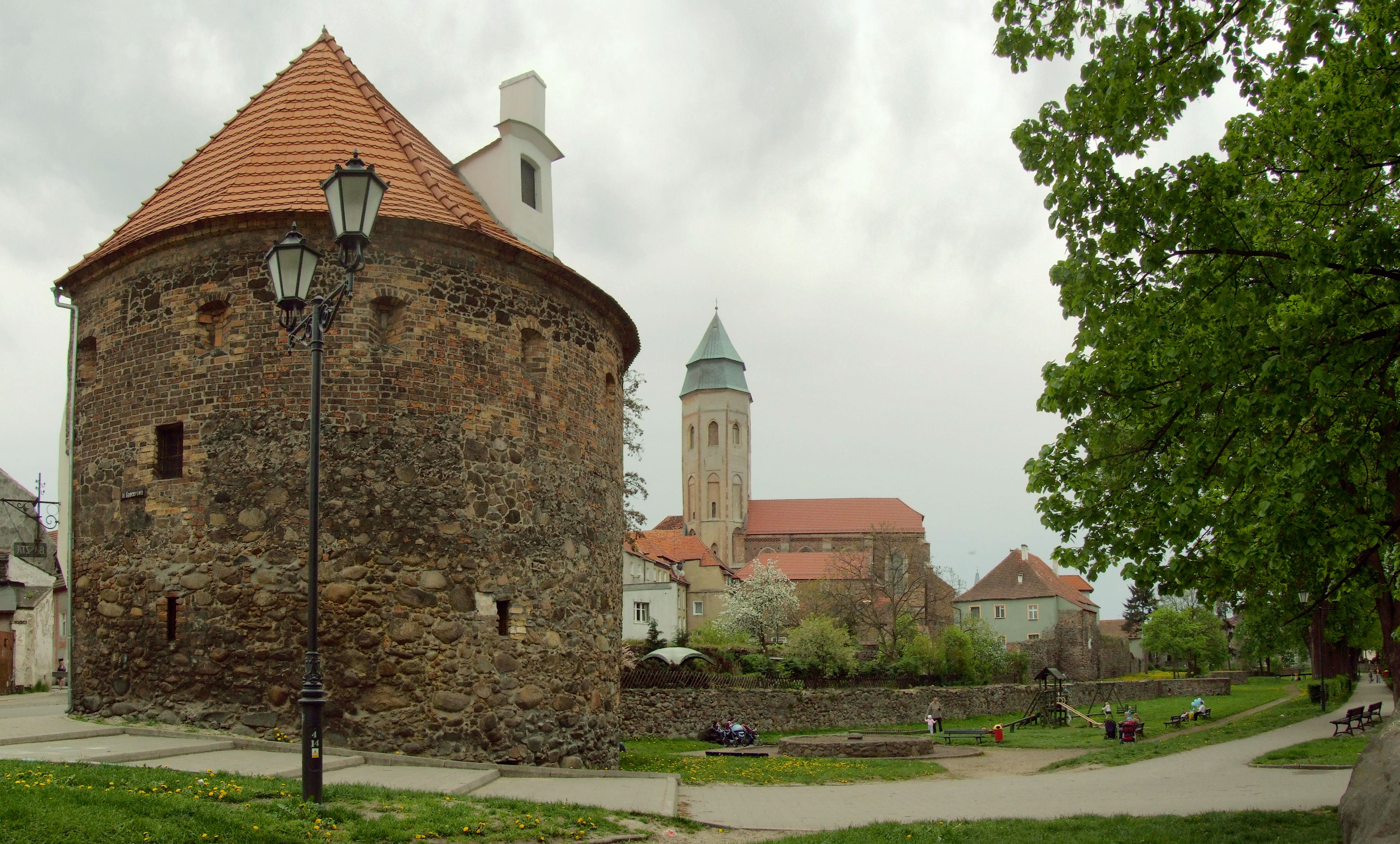
Kożuchów

Kożuchów (Duits: Freystadt) is een stad in het Poolse woiwodschap Lubusz, gelegen in de powiat Nowosolski. De oppervlakte bedraagt 5,95 km², het inwonertal 9655 (2005).

## Verkeer en vervoer
- Station Kożuchów

## Geboren
- Zbigniew Spruch (1965), wielrenner